# مات كاسل
مات كاسل (بالإنجليزية: Matt Cassel)‏ هو لاعب كرة قاعدة أمريكي، ولد في 17 مايو 1982 في لوس أنجلوس في الولايات المتحدة.

## وصلات خارجية
- مات كاسل على موقع إي إس بي إن.كوم (أن.أف.أل)3
- مات كاسل على موقع مرجع كرة القدم المحترفة.كوم (الإنجليزية)
- مات كاسل على موقع كلية كرة القدم في سبورتس رفرنس.كوم (الإنجليزية)